# 草野心平生家
草野心平生家（くさのしんぺいせいか）は、福島県いわき市小川町上小川にある草野心平が生まれ育った家である。正式名称はいわき市立草野心平生家。

## 概要
いわき市名誉市民である詩人・草野心平の生家で、2002年にいわき市に寄贈された。心平が最後に住んだ1946年-1948年頃の戦後間もない時期をモデルに修復され、2003年4月10日に開館。周辺も整備され、小さな公園になっている。屋内は和室や板の間、土間などで構成されている。
管理はいわき市立草野心平記念文学館が行っている。観覧料は無料。

## 利用案内
- 開館時間：9時-16時（11月-3月は9時-15時）
- 休館日：月曜日（祝日の場合は翌日）、12月29日-1月1日

## 所在地
- 福島県いわき市小川町上小川字植ノ内6-1

## 周辺
- 常慶寺
- 国道399号

## アクセス
- JR磐越東線小川郷駅より徒歩約15分、タクシー利用で約5分。
- 新常磐交通バス、小川住宅下車。
- 常磐自動車道いわき中央ICより車で約15分、いわき四倉ICより車で約30分。